# Jacques Després
Pour les articles homonymes, voir Després.
Jacques Després, né le 16 janvier 1966 à Suresnes, est un illustrateur français. Il a fait ses études à  l'Institut d'arts visuels d'Orléans. Il vit à Paris.
Il devait être joaillier, comme le voulait la tradition familiale. C’est donc clandestinement qu’il intègre les Beaux Arts au début des années 1990. Quelques années plus tard, clandestin toujours, Jacques quitte la rive des arts reconnus pour s’embarquer vers l’imagerie numérique, une technique encore balbutiante qu’il apprend à maîtriser totalement avant d’élaborer cet univers personnel dépouillé à l’extrême et saturé de sens. Au fil des ans, il est amené à travailler dans des domaines aussi variés que l’animation, le jeu ou la scénographie.
Son Livre des grands contraires philosophiques, (avec Oscar Brenifier) paru chez Nathan devient rapidement un best-seller traduit dans plus de quatre-vingt pays, adapté pour la télévision avec la série animée C'est quoi l'idée ?.
- Le livre des grands contraires philosophiques, Éditions Nathan, 2007  (ISBN 9782092513910). Prix de la presse des jeunes 2008, Montreuil ; prix Jeunesse France Télévision 2008 ; prix La science se Livre 2009.
- Le sens de la vie, Éditions Nathan, 2009  (ISBN 2092521136)
- L'amour et l'amitié, Éditions Nathan, 2009  (ISBN 2092524194)
- C'est bien, c'est mal, Éditions Nathan, 2010  (ISBN 2092527002)
- La question de Dieu, Éditions Nathan, 2010  (ISBN 2092526995)
- Le livre des grands contraires psychologiques, Éditions Nathan, 2010  (ISBN 2092528726)

## Liens
- Notices d'autorité :   - VIAF
  - ISNI
  - BnF (données)
  - IdRef
  - LCCN
  - GND
  - Espagne
  - Belgique
  - Pays-Bas
  - Catalogne
  - Corée du Sud
  - WorldCat